# Выключатель гашения магнитного поля
Выключатель магнитного поля (автомат гашения поля, АГП)- электрический аппарат, предназначенный для коммутации в цепи обмотки возбуждения крупных синхронных машин и машин постоянного тока.

## Затруднения при коммутации в цепи возбуждения
При возникновении повреждения внутри синхронной машины для минимизации развития аварии и следовательно уменьшения стоимости последующего ремонта необходимо стараться погасить магнитное поле возбуждения машины в кратчайшее время. Но обмотки возбуждения синхронных машин обладают большой индуктивностью и при разрыве такой цепи в обмотке возбуждения наводится большая ЭДС, которая пробьёт её изоляцию. Часто эта проблема решается введением параллельно обмотке возбуждения (ОВ)разрядного сопротивления, которое включается на короткое время на момент запуска и останова синхронной машины: при запуске машины ОВ закорочена на разрядный резистор и машина под действием напряжения, поданного на статор (у синхронных двигателей) или посредством подачи вращающего момента от постороннего механизма (у синхронных генераторов) разгоняется на подсинхронную скорость; к ОВ и сопротивлению подаётся напряжение возбуждения, а затем отключается разрядное сопротивление. При останове порядок коммутации происходит в обратном порядке: сначала включается сопротивление, а затем отключается возбудитель. Энергия, накопленная в ОВ выделяется в виде тепла в разрядном сопротивлении. Известно, что уменьшение возбуждения будет происходить по экспоненте, по истечении времени примерно трёх постоянных времени, можно считать напряжение на ОВ равным нулю. Постоянная времени такой цепи обратно пропорциональна разрядному сопротивлению и увеличивая значение последнего можно сокращать время гашения поля. Но увеличение значения разрядного сопротивления имеет ограничение по коммутационным перенапряжениям. Т.о. время гашения для такой системы довольно велико.

## Разрядное сопротивление с нелинейной ВАХ
Наилучшей формой тока ОВ при гашении поля является линейно-падающая с поддержанием напряжения на ОВ. Очевидно, что для этого необходимо разрядное сопротивление с нелинейной ВАХ. Применение для этой цели варисторов не может быть признано оптимальным.
В качестве элемента с нелинейной ВАХ применяется электрическая дуга. Это объясняется тем, что падение напряжения на короткой дуге (длина 2-3 мм) между пластинами решётки постоянно при изменении тока в широких пределах.

## Конструкции выключателя магнитного поля
Главным элементом АГП является дугогасительная решётка на которой при отключении зажигаются дуги — нелинейное сопротивление.
Для исключения погасания дуг и появления перенапряжений пластины решётки шунтируются секциями специального сопротивления.
По включению относительно ОВ различаются:
- АГП с параллельной решёткой;
- АГП с последовательной решёткой.

Преимуществом первой конструкции является меньшее количество пластин в решётке; недостатком — сложная система коммутации (и следовательно сложная кинематика механизма), а также необходимость дополнительного резистора (который несколько ухудшает эффективность гашения). АГП с последовательной решёткой имеет большее количество пластин в решётке, обладает механизмом как и у обычных выключателей, не нуждается в дополнительном резисторе. На практике обычно применяются АГП второго типа.

## Принцип работы АГП
При подаче сигнала на отключение расцепитель срывает собачку, которая удерживает контакты. При этом происходит отключение сначала силовых контактов (без дуги), а затем отключение дугогасительных, при этом на последних зажигается дуга, втягиваясь в решётку она разбивается на множество малых дуг, которые производят оптимальное гашение поля. Время гашения дуги 0,2 — 1,5 секунд, в зависимости от мощности и типа машины. В крупных турбогенераторах время гашения поля при холостом ходе может достигать до 13 сек. (из-за вихревых токов в массивном роторе), время погасания дуги в АГП — доли секунды. Для гашения вихревых токов производят кратковременное реверсирование напряжение на ОВ.

## Разработчик и изготовитель
В России единственным разработчиком и производителем является завод Электросила, г.Санкт-Петербург. Первая модель АГП была разработана для гидрогенераторов Волжско-Камского каскада ГЭС.

## Применение
АГП обычно используются в системах возбуждения турбогенераторов и гидрогенераторов. Наряду со специальными конструкциями АГП могут применяться и автоматические выключатели общего назначения с параллельно включенными варисторами.